# Isidus
Isidus là một chi bọ cánh cứng trong họ 
Elateridae.
Chi này được miêu tả khoa học năm 1875 bởi Mulsant & Rey.

## Các loài
Các loài trong chi này gồm:
- Isidus appendiculatus Pic, 1912
- Isidus letourneuxi Pic, 1902
- Isidus moreli Mulsant & Rey, 1875